# Axel Springer SE
Axel Springer SE is een Duitse mediaonderneming. Het bedrijf geeft onder andere de dagbladen Bild en Die Welt uit. De uitgeverij werd in 1946 door Axel Springer opgericht. Hoofdzetel van de onderneming is het Axel-Springer-Hochhaus in Berlijn. Een tweede standplaats is Hamburg. Het bedrijf heeft in 2024 ruim 18.000 mensen in dienst.
Sinds 2010 zijn de Oost-Europese activiteiten van Axel Springer gefuseerd met die van het Zwitserse mediabedrijf Ringier. Hiermee is het grootste mediabedrijf van Oost-Europa ontstaan: AxelSpringer-Ringier.
Business Insider werd opgericht in februari 2009 en heeft zijn hoofdkantoor in New York. Het werd opgericht door Kevin Ryan, Dwight Merriman, en Henry Blodget. Naast het brengen van zakelijk nieuws verzamelt de website ook berichten van diverse andere websites. In juni 2012 waren er 5,4 miljoen unieke bezoekers. Op 29 september 2015 nam Alex Springer een belang van 88% in Business Insider voor € 306 miljoen. Springer had al 9% van de aandelen in handen en verhoogde hiermee het belang tot 97%. Er waren in 2017 gemiddeld circa 70 miljoen maandelijkse bezoekers.
In juni 2019 maakte het bedrijf een overeenkomst bekend met met de Amerikaanse private equity investeerder KKR. KKR zal een bod doen van 63 euro per aandeel, waarmee het hele bedrijf op 6,8 miljard euro wordt gewaardeerd. Friede Springer en Mathias Döpfner, die samen 45,4% van de aandelen in de uitgeverij bezitten, behouden hun aandelen. In augustus 2019 had KKR een belang van 42,5% verkregen. Het aandeel verdween uit de MDAX aandelenindex en vanaf 6 maart 2020 is het aandeel niet langer genoteerd aan de beurs van Frankfurt.
In augustus 2021 kondigde het bedrijf de overname aan van Politico. Met een overnamewaarde van US$ 1 miljard is het de grootste overname in de geschiedenis van het bedrijf. In oktober 2021 werd de transactie afgerond. Springer nam ook het 50% belang over van de partner in Politico Europe.
In september 2024 werd een splitsing aangekondigd, er komt een aparte mediatak en een on-line advertentiebedrijf. In het mediabedrijf komen, onder andere, Bild Group, Business Insider, Politico, Welt Group, idealo, Bonial, Morning Brew, Dyn Media en Emarketer. Dit onderdeel zal worden geleid door Friede Springer en Mathias Döpfner, die samen 98% van de aandelen zullen houden. In het andere deel komen onder andere The Stepstone Group, AVIV, finanzen.net en Awin. Hier worden KKR en het Canadese pensioenfonds CPP Investments de grootaandeelhouders.